# Oulad Zmam
Oulad Zmam (àrab اولاد زمام) és una comuna rural de la província de Fquih Ben Salah de la regió de Béni Mellal-Khénifra. Segons el cens de 2014 tenia una població total de 33.652 persones.